# Клем
Клем (енгл. Klemme) град је у америчкој савезној држави Ајова. По попису становништва из 2010. у њему је живело 507 становника.

## Демографија
Према попису становништва из 2010. у граду је живело 507 становника, што је -86 (-14.5%) становника више него 2000. године.
| Група             | 2000.       | 2010.       |
| Белци             | 574 (96,8%) | 499 (98,4%) |
| Афроамериканци    | 0 (0,0%)    | 2 (0,4%)    |
| Азијати           | 1 (0,2%)    | 1 (0,2%)    |
| Хиспаноамериканци | 18 (3,0%)   | 2 (0,4%)    |
| Укупно            | 593         | 507         |